# 8e division blindée (États-Unis)
Pour les articles homonymes, voir 8e division.

Insigne de la 8e division blindée US.

La 8e division blindée de l'armée des États-Unis était une division blindée de l'armée des États-Unis pendant la Seconde Guerre mondiale.

## Histoire

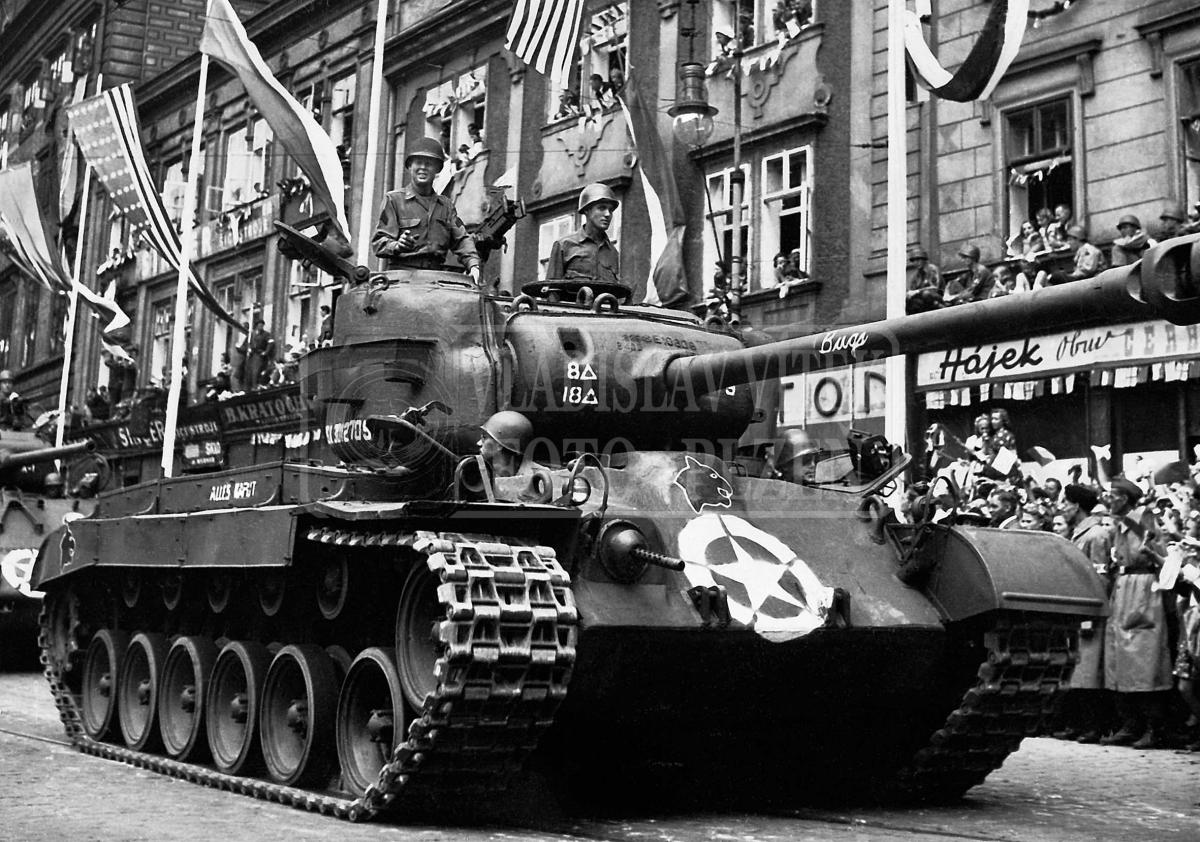
Un char M26 Pershing de la 8e division blindée à Plzeň en Tchécoslovaquie en 1945.

Elle est mise sur pied en 1942 et participe à la bataille des Ardennes puis à la campagne d'Allemagne.
Elle est dissoute le 13 novembre 1945.

### Sources
- (en) Cet article est partiellement ou en totalité issu de l’article de Wikipédia en anglais intitulé « 8th Armored Division (United States) » (voir la liste des auteurs).